# Niedercunnersdorf
Niedercunnersdorf là một đô thị cũ ở huyện Görlitz, Saxony, Đức. 
Có hiệu lực từ ngày 1 tháng 1 năm 2013, nó đã hợp nhất với Eibau và Obercunnersdorf, tạo thành đô thị mới là Kottmar.